# Ranunculus lappaceus
Ranunculus lappaceus är en ranunkelväxtart som beskrevs av James Edward Smith. Ranunculus lappaceus ingår i släktet ranunkler, och familjen ranunkelväxter. Inga underarter finns listade i Catalogue of Life.

## Bildgalleri

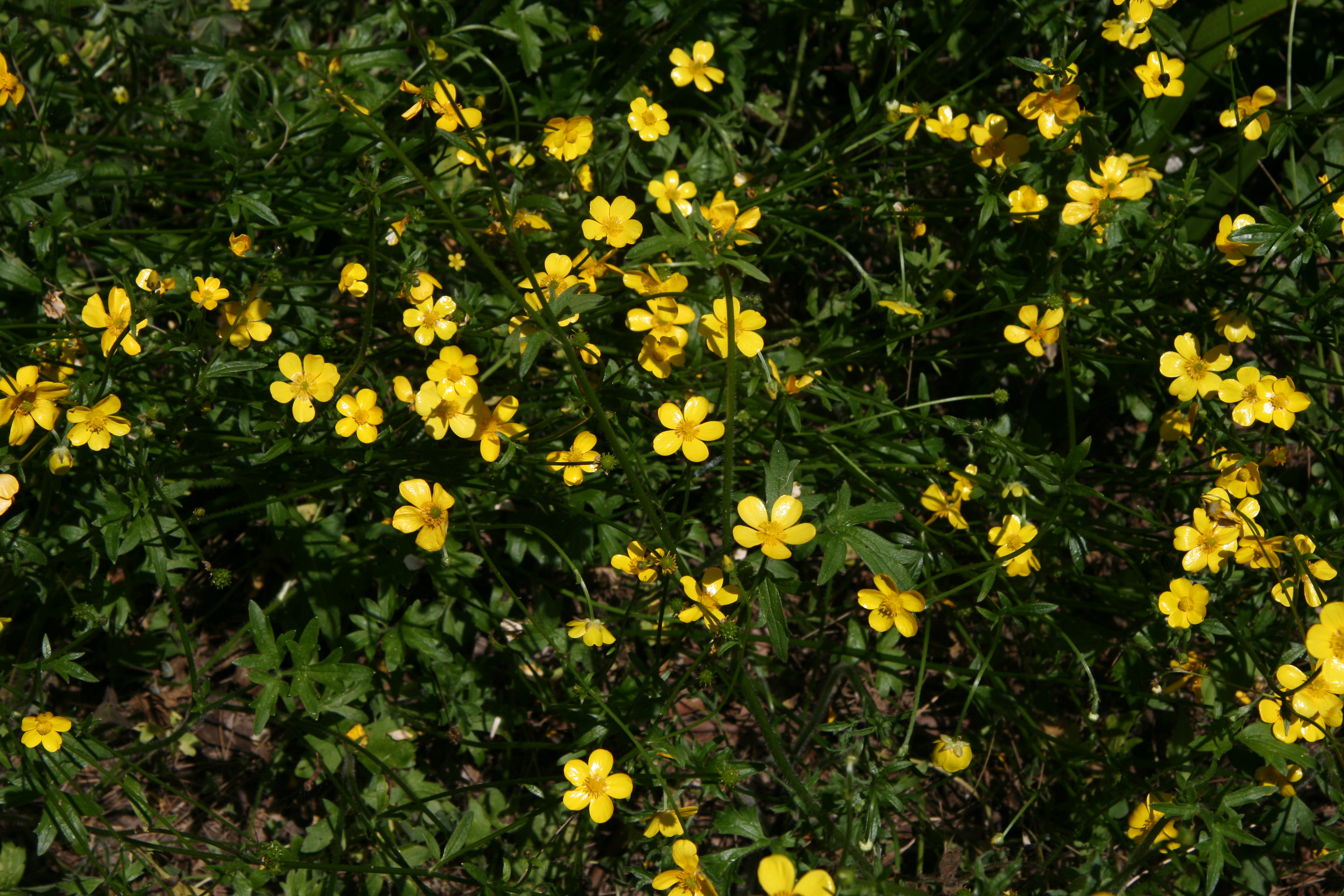